# ラブラドール・シティー
ラブラドール・シティー（英: Labrador City）は、カナダのニューファンドランド・ラブラドール州ラブラドール地方の町。ラブラドール地方西部でケベック州との州境に近い場所に位置している。ラブラドール地方第2の町で人口約7,400人。隣町であるワーブッシュと併せて双子都市で、2つの町で「ラブラドール・ウェスト」と呼ばれている。
1960年代にカナダ鉄鉱石会社（Iron Ore Company of Canada）によって町が開かれ、現在でも鉄鉱石の採掘が主要産業である。

## 歴史
1958年、カナダ鉄鉱石会社は、ラブラドール鉄鉱石権益会社（Labrador Iron Ore Royalty Corporation）が保有する鉱業リース地において「キャロル・プロジェクト（Carol Project）」の開始を発表し、翌1959年に、その開発地に町の建設を開始した。
1961年にラブラドール・シティー（Labrador City）が正式に町として設立されると、カナダ鉄鉱石会社は指定された土地を町に譲渡した。